# Joseph Anton Seethaler II
Joseph Anton Seethaler II (* 1799 in Augsburg; † 1868 ebenda) war ein deutscher Silberschmied und Edelmetallhändler.

## Leben
Joseph Anton Seethaler II wurde 1799 in Augsburg geboren. Er ging bei seinem Vater Johann Alois Seethaler in die Lehre und wurde dessen Nachfolger im Geschäft. Wie sein Vater sowie sein Großvater Joseph Anton Seethaler war er im Silberhandel aktiv. Diese Tätigkeit nahm nun gegenüber der Verarbeitung von Silber zu. Zunfttitel wurden Seethaler im Gegensatz zu seinen Vorfahren daher nicht verliehen. Der Geschmackswandel an Europas Fürstenhöfen sowie die politischen Krisen des Adels Mitte des 19. Jahrhunderts führten zu einem Rückgang entsprechender Großaufträge. Für die Auftragsrückgänge im niedrigen Preissegment könnten zumindest auch Ressentiments verantwortlich gewesen sein: Die Dynastie wurde von Teilen des gehobenen Bürgertums und niederen Adels inzwischen wegen tatsächlicher oder vermeintlicher Kontakte zu Juden argwöhnisch betrachtet. Außerdem war der Sohn von Joseph Anton Seethaler II (zusammen mit seiner ursprünglich jüdischen Frau) zum Protestantismus konvertiert, was auch von Seiten des Hochadels als Provokation betrachtet wurde. Tatsächlich bildete die Herstellung jüdischer Kultgegenstände ein wachsendes Standbein, konnte das Wegbrechen des Hochadels als Auftraggeber jedoch nicht kompensieren.
Joseph Anton Seethaler II hinterließ eine große Zahl von Kupferstichen mit Entwürfen zu Gefäßen aus Silber. Er starb 1868 in Augsburg. Nach seinem Tod wurde das Unternehmen aufgelöst.